# Antonio Carpio Quintero
Antonio Carpio Quintero (Castro del Río, 1949-Montilla, 20 de junio de 2015) fue un político español, alcalde de Montilla desde 1995 a 2007.

## Biografía
Licenciado en Derecho y funcionario del INEM, en 1979, fue elegido concejal en el Ayuntamiento de Montilla. En junio de 1995 es investido alcalde en representación de Izquierda Unida, al conseguir 10 de los 21 concejales de la Corporación a sólo 20 votos de la mayoría absoluta.
En 1999 revalida su mayoría, esta vez absoluta al conseguir 14 de los 21 concejales y haciéndolo también así en 2003. Por último, en 2007 renuncia a la alcaldía de Montilla, siendo sucedida por la senadora Rosa Lucía Polonio Contreras del PSOE.

## Premios
- Medalla de Oro Honorífica de la Mancomunidad Campiña Sur (2006) Fallece el 20 de junio de 2015. El 29 de junio de 2016 es rotulada la Casa de la Cultura de Montilla con su nombre y es nombrado hijo adoptivo de Montilla.